# Крейнес, Михаил Александрович
Михаил Александрович Крейнес (1903—1977) — доктор физико-математических наук, профессор механико-математического факультета МГУ, лауреат Сталинской премии СССР (1946).

## Биография
Родился 2 июня 1903 года в Москве. Окончил физико-математический факультет Московского университета (1923).
Исследования Крейнеса по поведению гироскопических систем при учёте движения основания, на котором они установлены, послужившие основой для проектирования приборов автоматического управления и регулирования, имели непосредственное отношение к совершенствованию советской военной техники в годы Великой Отечественной войны, в частности по расчёту систем передач в танках.
Защитил диссертацию «Синтез регулярных зубчатых механизмов» на учёную степень доктора физико-математических наук (1943). Звание профессора (1944).
Работал в МГУ с 1937 года. Профессор кафедры математического анализа механико-математического факультета МГУ (1945—1977).
Лауреат Сталинской премии (1946) за разработку конструкции новых механизмов управления танком.
Умер 14 декабря 1977 года в Москве.

## Область научных интересов
Приближения функций, топология, дифференциальные уравнения.
Основные труды: «Зубчатые механизмы. Математические основы выбора оптимальных схем» (соавт., 1965), учебные пособия «Теория пределов» (соавт., 1960), «Определенный интеграл» (1963), «Мера и интеграл» (1965), «Математический анализ» (соавт., 1967)
.